# Woodlawn Park (Kentucky)
Woodlawn Park es una ciudad ubicada en el condado de Jefferson en el estado estadounidense de Kentucky. En el Censo de 2010 tenía una población de 942 habitantes y una densidad poblacional de 1.502,93 personas por km².

## Geografía
Woodlawn Park se encuentra ubicada en las coordenadas 38°15′41″N 85°37′51″O / 38.26139, -85.63083. Según la Oficina del Censo de los Estados Unidos, Woodlawn Park tiene una superficie total de 0.63 km², de la cual 0.63 km² corresponden a tierra firme y (0%) 0 km² es agua.

## Demografía
Según el censo de 2010, había 942 personas residiendo en Woodlawn Park. La densidad de población era de 1.502,93 hab./km². De los 942 habitantes, Woodlawn Park estaba compuesto por el 94.59% blancos, el 2.12% eran afroamericanos, el 0% eran amerindios, el 0.96% eran asiáticos, el 0% eran isleños del Pacífico, el 0.21% eran de otras razas y el 2.12% pertenecían a dos o más razas. Del total de la población el 1.8% eran hispanos o latinos de cualquier raza.